# Chyżka
Chyżka – linia oddzielająca bystrze od cofki, na której stykają się obszary wody płynącej w przeciwnych kierunkach. Im większa jest różnica prędkości poruszających się wód, tym wyraźniej dostrzegalna jest chyżka.